# Flindersia schottiana
Espèce
Classification phylogénétique
Statut de conservation UICN

 NT  : Quasi menacé
Flindersia schottiana est une espèce de plantes du genre Flindersia de la famille des Rutaceae.